# دوروتا کوبیلا
دوروتا کوبیلا (لهستانی: Dorota Kobiela؛ زادهٔ ۱۹۷۸) نقاش، گرافیست، کارگردان فیلم، فیلم‌ساز و تهیه‌کننده فیلم اهل لهستان است. او بیشتر به‌خاطر کارگردانی مشترک نخستین فیلم بلند انیمیشنی کاملاً نقاشی‌شده خود به نام دوستدار تو، ونسان (۲۰۱۷) همراه با همسرش هیو ولچمن شناخته می‌شود.
از فیلم‌ها یا مجموعه‌های تلویزیونی که وی در آن‌ها نقش داشته است، می‌توان به ماشین پرنده، دوستدار تو، ونسان و خرده‌دهقانان اشاره نمود.